# جيم هنتر (لاعب كرة قاعدة)
جيم هنتر (بالإنجليزية: Jim Hunter)‏ هو لاعب كرة قاعدة أمريكي، ولد في 22 يونيو 1964.